# عائلة أريسون

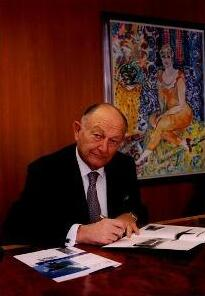

عائلة أريسون (بالإنجليزية: Arison family)‏ (بالعبرية: משפחת אריסון ) هي عائلة أمريكية إسرائيلية تدير العديد من الأعمال والشركات، عائلة ثرية مليارديرة. جدهم الأكبر موشيه مع سارة أريسون هاجرا إلى فلسطين أيام الحكم العثماني عام 1882 قادمين من رومانيا واستقرا بها. وهم من الأوائل من أنشأ مدينة زخرون يعكوف الإسرائيلية اليوم .

## أعمال العائلة والشركات والمنظمات
- بنك هبوعليم
- كارنيفال كوربرايشن
- ميامي هيت